# Heterobostrychus unicornis
Heterobostrychus unicornis is een keversoort uit de familie boorkevers (Bostrichidae). De wetenschappelijke naam van de soort werd in 1879 als Bostrychus unicornis gepubliceerd door Charles Owen Waterhouse.